# デモテープ
デモテープとは、制作途上の音源を収録したメディアのこと。作曲者や演奏家が自身の音楽的な能力を他者に評価してもらうために作成された曲（デモ音源）のことを指すことが多い。
デモはデモンストレーションの略。かつては録音媒体にカセットテープ、オープンリール等のテープ類が使われたため「デモテープ」との名称が付いたが、要はサンプル音源が録音できれば媒体は何でもいいため、CD-R、MD、メモリーカードやUSBメモリーなどが使われることも多い。

## 概要
デモテープはコンテストへの出品の為に生演奏をそのまま録音したものから、自主制作音源（CD、ソノシートなど）のプレス直前の素材まで、デモテープと呼ばれる範囲は非常に広い。
契約を結んでいない歌手や演奏家や作曲家は自分たちの音楽能力を知ってもらい契約を結ぶために、音楽業界関係者にデモテープを持ち込む。作曲家は音楽製作者に曲の概要を知ってもらうためにデモテープを作成する。専業作曲家が作成するデモテープは楽器でコード進行を奏でながらメロディーは歌ったり楽器で奏でたりすることが多い。最終的に歌唱を予定している場合はデモテープの段階では正式な歌詞がつけられていないことがほとんどのため、口でメロディーを歌うデモテープの場合は適当な言葉をあてがうことが多く、この状態のものを「仮歌」と呼び、仮歌を専門に歌う「仮歌シンガー」と呼ばれる歌手もいる。
作曲家のデモテープから、編曲家がアレンジを膨らませていって、曲の全体像を完成させていく。ごく稀ではあるが、作曲家の当初のデモテープのほぼそのままの状態が最終アレンジとして決定され、曲のリリースがされることがある。
有名アーティストの未発表曲が録音されたデモテープともなるとマニアの間で高値で取引される。具体的な価格は「そのデモテープが何本現存しているかで変わる」ことが多いとのことで、一例としてDREAMS COME TRUEのメジャーデビュー前のデモテープ（100本制作された）に対して、『うたばん』（TBS）で前野重雄が「10万円から1000万円」という値をつけたことがある（現存数が1本なら1000万円だが、100本フルに残っていれば10万円とのこと）。